# Tschadische Basketballnationalmannschaft
Die tschadische Basketballnationalmannschaft der Herren vertritt den Tschad bei Basketball-Länderspielen. Knapp 50 Jahre nach Beitritt zur FIBA konnte sich die Auswahl der Herren 2011 erstmals für eine Endrunde der Basketball-Afrikameisterschaft qualifizieren. Dort erreichte man den 15. und vorletzten Platz nach dem einzigen Sieg im letzten Platzierungsspiel über die togoische Mannschaft.

## Abschneiden bei internationalen Wettbewerben
| - noch nie qualifiziert |  | - noch nie qualifiziert |

### Afrikameisterschaften
bis 2009 – nicht teilgenommen oder qualifiziert
- 2011 – 15. Platz
- 2013 – nicht teilgenommen